# Woodie Woodie Airport
Woodie Woodie Airport är en flygplats i Australien. Den ligger i kommunen East Pilbara och delstaten Western Australia. Vid flygplatsen finns gruvdrift.
Omgivningarna runt Woodie Woodie Airport är i huvudsak ett öppet busklandskap och öken.